# Tramway de Budapest
Le tramway de Budapest (en hongrois : Budapest villamosvonal-hálózata) est le réseau de tramway de la ville de Budapest, en Hongrie. Inauguré en 1866, c'est l'un des réseaux de tramway les plus longs au monde. Il comporte 31 lignes normales, une ligne de train à crémaillère ainsi que deux lignes non régulières. Il est exploité par la régie publique Budapesti Közlekedési Zrt. (BKK).

## Histoire

### Les débuts

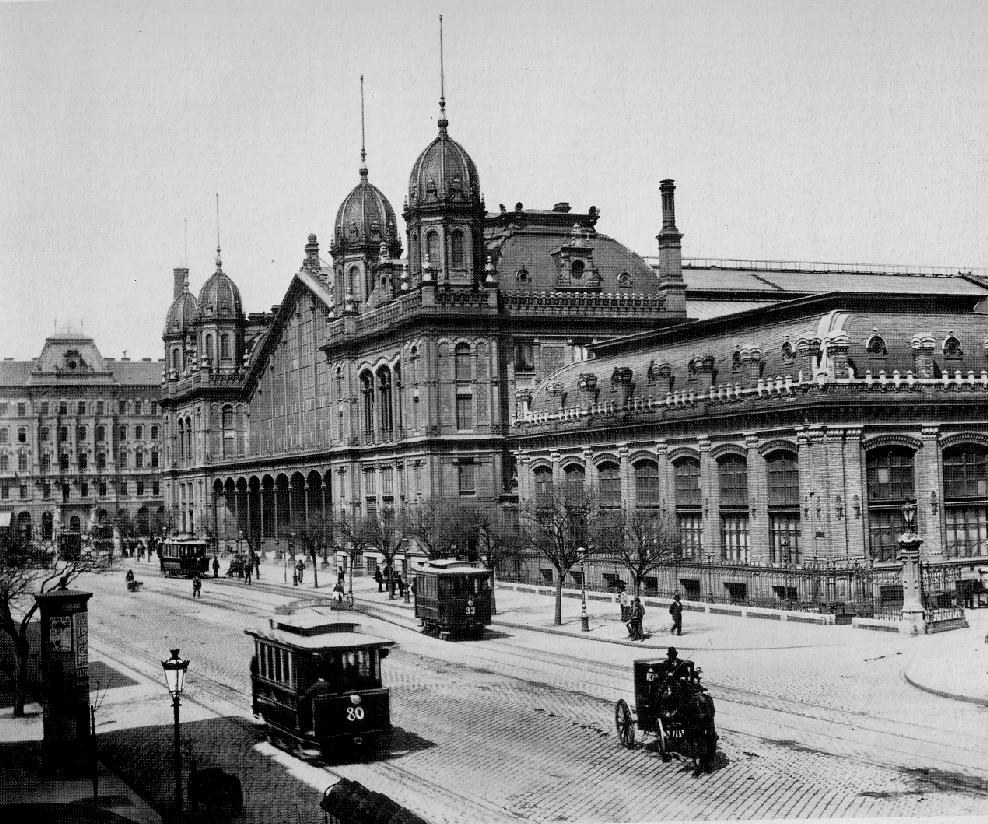
La première ligne électrifiée devant la gare de Budapest-Nyugati.

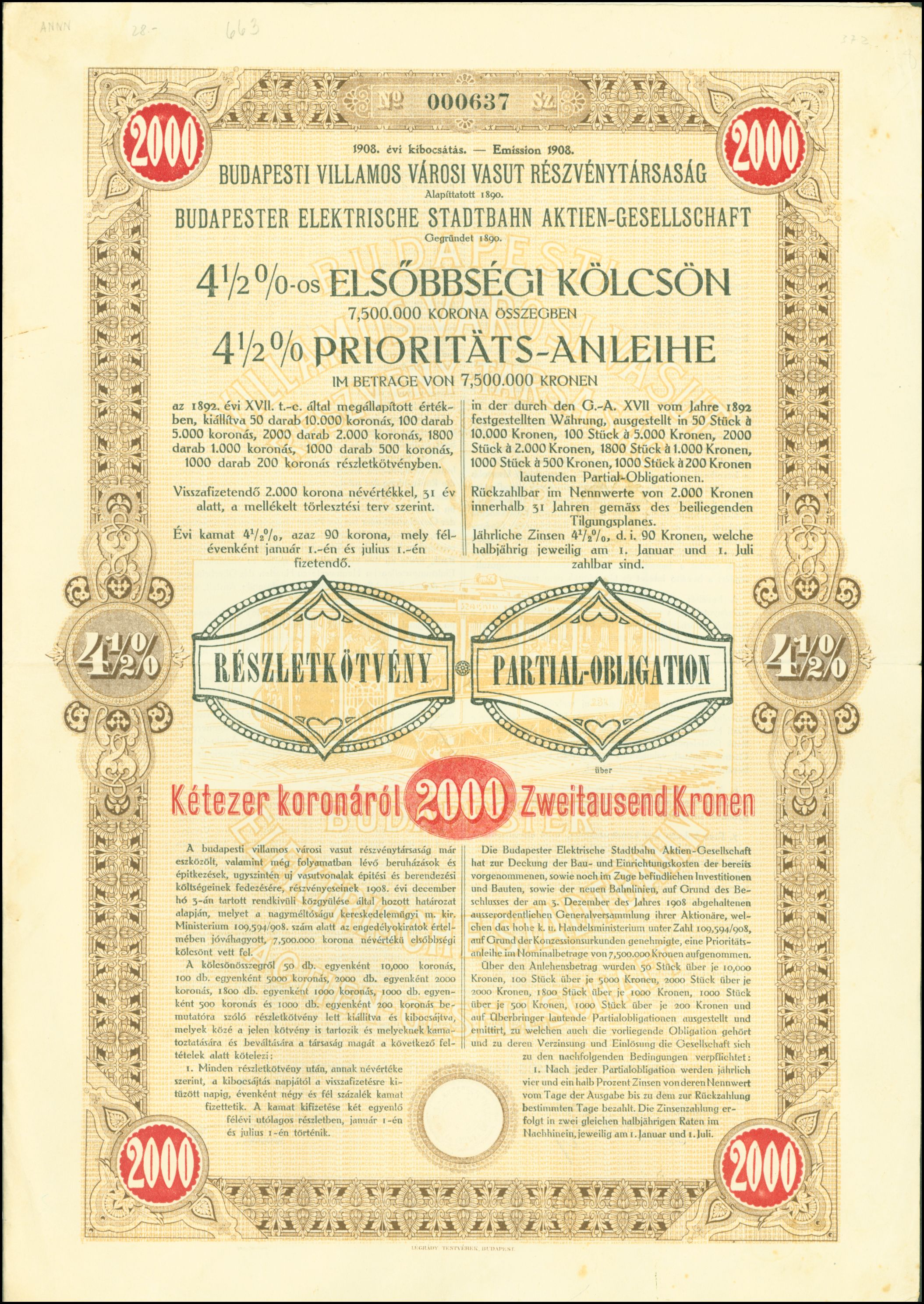
Obligation de la Société des trains urbains électriques de Budapest en date du 31 decembre 1908

La première ligne de tramway de Hongrie est inaugurée à Pest le 30 juillet 1866 sur l'axe Váci út, Széna tér (aujourd'hui Kálvin tér) et Újpest-Városkapu. Afin d'assurer l'exploitation du réseau, le comte Sándor Károlyi fonde la Société de chemin de fer urbain de Pest (Pesti Közúti Vaspálya Társaság, PKVT). Les hangars du tramway à chevaux d'Újpest-Városkapu sont encore intacts 140 ans après leur construction.
Les années qui suivent voient alors se développer de nombreux rails de tramway à chevaux sur les rives de Pest comme de Buda. Progressivement, le lóvasút devient le mode de transport le plus populaire de la capitale. En 1885, on en dénombre 15 lignes.
Le premier véritable tramway ne résulte pas de l'électrification d'une ligne de tramway à chevaux mais d'une construction neuve, proposée par Mór Balázs et réalisée par l'entreprise Siemens & Halske entre la Gare de Budapest-Nyugati et Király utca. Le premier villamos de la capitale hongroise reçoit ainsi son autorisation de circulation le 1er octobre 1887 par le secrétaire d'état au ministère des transports, Gábor Baross. Dans la foulée est créée la société d'exploitation du Train urbain de Budapest (Budapesti Városi Vasút, BVV), prédécesseur de la Société de transport en commun de Budapest (Budapesti Közlekedési Zrt., BKV).
Peu de temps après, le 20 juillet 1889, une deuxième ligne de tramway électrifié avec une voie normale est inaugurée reliant Egyetem tér à Fiumei út via Kálvin tér. Le 10 septembre de cette même année, une troisième ligne est ouverte, cette fois entre l'Académie hongroise des sciences et Andrássy út.
Dans les premières années du réseau, les lignes ne possédaient pas de numéro mais des signaux circulaires colorés (rouge, noir, blanc avec huit étoiles vertes, etc.). En 1900, on dénombrait déjà trente lignes de tramway et ces signaux ont été remplacés par des numéros. Les tramways avec un nombre pair étaient gérés par la BVV devenue la Société des trains urbains électriques de Budapest (Budapesti Villamos Városi Vasút, BVVV) tandis que les impairs revenaient à la Compagnie des rails public de Budapest (Budapesti Közúti Vaspálya Társaság, BKVT), la société rivale.
Le réseau s'est de plus en plus développé et de plus petites compagnies ont vu le jour pour desservir les villes et villages avoisinants qui aujourd'hui font tous partie de Budapest : Újpest au nord de Pest, Pestszentlőrinc au sud de Pest et Budafok au sud de Buda. Toutes ces compagnies ont été unies en 1923 par la Compagnie des Transports de la Capitale Budapest (Budapest Székesfővárosi Közlekedési Rt., BSzKRT).

### De la Seconde Guerre mondiale à nos jours
Après la Seconde Guerre mondiale, Budapest était en ruines : les ponts dynamités, les maisons en partie ou complètement détruites et les voies impraticables. La reconstruction s'est faite progressivement mais l'idée de faire circuler des trolleybus à la place des tramways dans le centre-ville a été proposée.
Certes, des lignes de tramways ont été sacrifiées au profit du trolleybus à partir de 1947, mais le développement du réseau ferré s'est poursuivi et de nouvelles lignes ont été créées. La Compagnie municipale de tramway de Budapest (Fővárosi Villamosvasút Községi Vállat, FVKV), devenue en 1951 le Tramway de Budapest (Fővárosi Villamosvasút, FVV) se consacre alors à l'acquisition de nouveau matériel roulant, de façon à moderniser les lignes. Les tramways Ganz UV remplacent alors les vieux Ganz Stuko, à qui l'on reprochait de nombreuses malfaçons. En 1968, la FVV, l'opérateur métropolitain du réseau d'auobus (Fővárosi Autóbuszüzem), la compagnie métropolitaine de transport fluvial (Fővárosi Kishajózási Vállalat) et la société de gestion du train d'intérêt local (Budapesti Helyi Érdekű Vasút) fusionnent pour donner naissance à une société publique intégrée de gestion du réseau de transport en commun de la capitale hongroise : la BKV, ancêtre de l'actuelle BKV Zrt..

## Réseau actuel

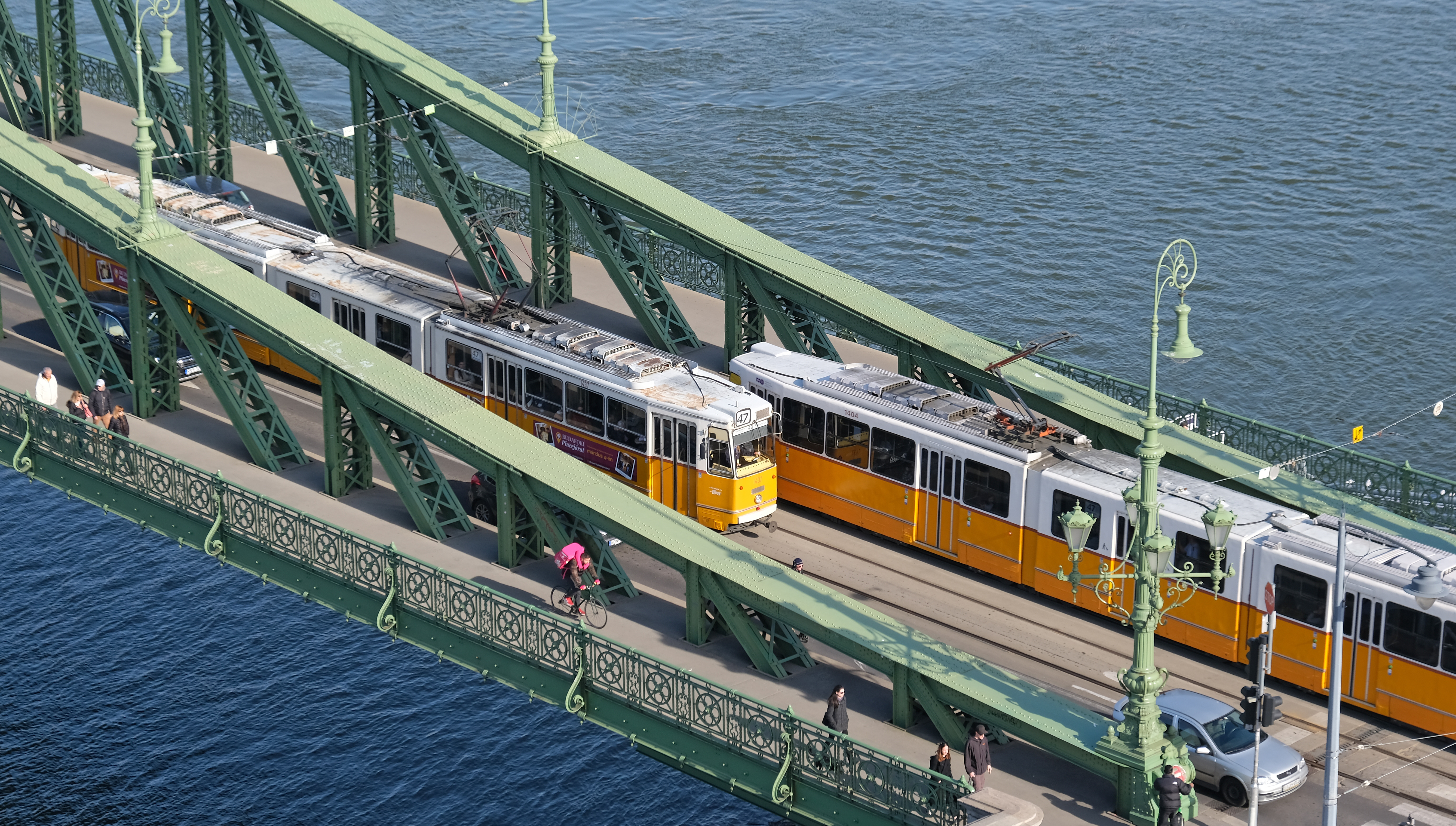
Les lignes 47, 48 et 49 empruntent le Pont de la Liberté.

### Structuration
Le réseau de tramway de Budapest s'étend de part et d'autre du Danube, franchi par plusieurs lignes au niveau du Pont Árpád, du Margit híd, du Szabadság híd et du Rákóczi híd. Il existe deux grands pôles d'échange : Széll Kálmán tér et Móricz Zsigmond körtér ainsi que deux lignes circulaires le long du Nagykörút : 4 et 6, les plus fréquentées du réseau. On trouve également une ligne a crémaillere, qui n'a intégré le réseau de tramway qu'en 2011 : 60.
| Ligne | Parcours                                                       | Matériel roulant                                                        | Longueur (km)                  |
| ----- | -------------------------------------------------------------- | ----------------------------------------------------------------------- | ------------------------------ |
| 1     | Bécsi út / Vörösvári út ↔ Kelenföld vasútállomás M             | CAF Urbos 3, Siemens Combino Supra, ČKD Tatra T5C5, ČKD-BKV Tatra T5C5K | 18.2                           |
| 2     | Jászai Mari tér ↔ Közvágóhíd H                                 | Ganz KCSV–7                                                             | 6.2                            |
| 3     | Mexikói út M ↔ Gubacsi út / Határ út                           | TW 6000, CAF Urbos 3                                                    | 13.4                           |
| 4     | Széll Kálmán tér M ↔ Újbuda-központ M                          | Siemens Combino Supra                                                   | 11                             |
| 6     | Széll Kálmán tér M ↔ Móricz Zsigmond körtér M                  | Siemens Combino Supra                                                   | 11                             |
| 12    | Angyalföld kocsiszín ↔ Rákospalota, Kossuth utca               | ČKD–BKV Tatra T5C5K2M                                                   | 4.6                            |
| 14    | Lehel tér M ↔ Káposztásmegyer, Megyeri út                      | ČKD–BKV Tatra T5C5K2M                                                   | 11                             |
| 17    | Bécsi út / Vörösvári út ↔ Savoya Park                          | ČKD Tatra T5C5, ČKD–BKV Tatra T5C5K2, CAF Urbos 3                       | 14.8                           |
| 19    | Bécsi út / Vörösvári út ↔ Kelenföld vasútállomás M             | ČKD–BKV Tatra T5C5K2, CAF Urbos 3                                       | 11.2                           |
| 24    | Keleti pályaudvar M ↔ Közvágóhíd H                             | Ganz KCSV–7, TW 6000                                                    | 5.2                            |
| 24G   | Keleti pályaudvar M ↔ Mester utca / Ferenc körút               | TW 6000, Siemens Combino Supra                                          | 4.5\| Ligne supprimée en 2020  |
| 28    | Blaha Lujza tér M ↔ Izraelita temető                           | ČKD Tatra T5C5, TW 6000                                                 | 10.8                           |
| 28A   | Blaha Lujza tér M ↔ Új köztemető (Kozma utca)                  | ČKD Tatra T5C5, TW 6000                                                 | 10.1                           |
| 37    | Blaha Lujza tér M ↔ Új köztemető (Kozma utca)                  | TW 6000                                                                 | 9.7                            |
| 37A   | Blaha Lujza tér M ↔ Sörgyár                                    | TW 6000                                                                 | 5.8                            |
| 41    | Bécsi út / Vörösvári út ↔ Kamaraerdei Ifjúsági Park            | ČKD–BKV Tatra T5C5K2M                                                   | 18.4                           |
| 42    | Határ út M ↔ Kispest, Tulipán utca                             | TW 6000                                                                 | 3                              |
| 47    | Deák Ferenc tér M ↔ Városház tér                               | Ganz CSMG                                                               | 8.8                            |
| 47B   | Deák Ferenc tér M ↔ Kamaraerdei Ifjúsági Park                  | Ganz CSMG                                                               | 12.6\| Ligne supprimée en 2020 |
| 48    | Deák Ferenc tér M ↔ Savoya Park                                | Ganz CSMG                                                               | 8                              |
| 49    | Deák Ferenc tér M ↔ Kelenföld vasútállomás M                   | Ganz CSMG                                                               | 5.4                            |
| 50    | Határ út M ↔ Pestszentlőrinc, Béke tér                         | TW 6000                                                                 | 8                              |
| 51    | Mester utca / Ferenc körút ↔ Nagysándor József utca            | TW 6000                                                                 | 8.2                            |
| 51A   | Mester utca / Ferenc körút ↔ Ferencváros vasútállomás          | TW 6000                                                                 | 2.3                            |
| 52    | Határ út M ↔ Pesterzsébet, Pacsirtatelep                       | TW 6000                                                                 | 7                              |
| 56    | Hűvösvölgy ↔ Budafok, Városház tér                             | ČKD–BKV Tatra T5C5K2                                                    | 17.1                           |
| 56A   | Hűvösvölgy ↔ Móricz Zsigmond körtér M                          | ČKD–BKV Tatra T5C5K2                                                    | 11.3                           |
| 59    | Szent János Kórház ↔ Márton Áron tér                           | ČKD–BKV Tatra T5C5K2                                                    | 5.5                            |
| 59A   | Széll Kálmán tér ↔ Márton Áron tér                             | ČKD–BKV Tatra T5C5K2                                                    | 4.1                            |
| 59B   | Hűvösvölgy ↔ Márton Áron tér                                   | ČKD–BKV Tatra T5C5K2                                                    | 10.8                           |
| 60    | Városmajor ↔ Széchenyi-hegy, Gyermekvasút                      | SGP                                                                     | 3.7                            |
| 61    | Hűvösvölgy ↔ Móricz Zsigmond körtér M                          | ČKD–BKV Tatra T5C5K2                                                    | 11                             |
| 62    | Blaha Lujza tér M ↔ Rákospalota, MÁV-telep                     | TW 6000                                                                 | 13.7                           |
| 62A   | Kőbánya alsó vasútállomás (Mázsa tér) ↔ Rákospalota, MÁV-telep | TW 6000                                                                 | 9.2                            |
| 69    | Mexikói út M ↔ Újpalota, Erdőkerülő utca                       | TW 6000                                                                 | 6.5                            |

### Matériel roulant
|              | Ganz CSMG | Ganz KCSV7                                                                    | ČKD Tatra T5C5 | ČKD–BKV Tatra T5C5K2 | TW 6000                                                                                | TW 6000                                      | Siemens Combino   | CAF Urbos 3          |
| ------------ | --- | ----------------------------------------------------------------------------- | --- | --- | -------------------------------------------------------------------------------------- | -------------------------------------------- | ----------------- | -------------------- |
|              | |                                                                               | | |                                                                                        |                                              |                   |                      |
|              | |                                                                               | | |                                                                                        |                                              |                   |                      |
| Constructeur | Ganz | Ganz                                                                          | ČKD | ČKD–BKV VJSZ | Düwag                                                                                  | LHB (Alstom)                                 | Siemens           | CAF                  |
| Rames        | 36 | 30                                                                            | 58 | 262 | 85                                                                                     | 24                                           | 39                | 124                  |
| Lignes       | 19 47 48 49 | 2 24                                                                          | 1 28 28A 37A | 1 12 14 17 41 56 56A 59 59A 59B 61 | 3 24 28 28A 37 37A 42 50 51 51A 52 62 62A 69                                           | 3 24 28 28A 37 37A 42 50 51 51A 52 62 62A 69 | 1 4 6             | 1 3 17 19            |
| Dépôts       | Kelenföld | Ferencváros                                                                   | Baross | Angyalföld, Budafok, Kelenföld, Szépilona | Ferencváros, Száva, Zugló                                                              | Száva                                        | Budafok, Hungária | Budafok, Száva       |
| Numérotation | 1313, 1318, 1341–1342, 1349, 1357, 1360–1361, 1363, 1365–1367, 1369, 1400–1402, 1404, 1407, 1418–1419, 1427, 1433–1434, 1437–1445, 1448, 1450–1451, 1461 | 1321, 1325–1332, 1335–1337, 1339–1340, 1343–1348, 1350–1356, 1359, 1362, 1370 | 4000, 4002, 4014–4015, 4021, 4034–4036, 4044–4045, 4048, 4054–4055, 4074, 4103, 4131, 4152, 4154–4155, 4160–4163, 4166–4167, 4171, 4200, 4227, 4271–4272, 4277, 4281, 4285, 4287–4288, 4291–4292, 4295, 4297, 4299, 4306, 4310–4311, 4317–4318, 4320, 4322, 4325–4326, 4328–4329, 4332, 4335–4336, 4339, 4341, 4345–4346 | 4001, 4003–4013, 4016–4020, 4022–4033, 4037–4043, 4046–4047, 4049–4053, 4056–4073, 4075–4102, 4104–4120, 4122–4130, 4132–4151, 4153, 4156–4159, 4164–4165, 4168–4170, 4201–4221, 4223–4226, 4228–4270, 4273–4276, 4278–4280, 4282–4284, 4286, 4289–4290, 4293–4294, 4296, 4298, 4300–4305, 4307–4309, 4312–4316, 4319, 4321, 4323–4324, 4327, 4330–4331, 4333–4334, 4337–4338, 4340, 4342–4344, 4347–4349 | 1500–1508, 1510–1524, 1526–1528, 1531–1538, 1540–1564, 1566–1573, 1575–1587, 1589–1592 | 1600–1623                                    | 2001–2040         | 2101–2122, 2201–2302 |

En 2013, CAF remporte un appel d'offres lancé par l'exploitant, portant sur 37 rames. Le modèle Urbos sera livré en deux longueurs : 25 rames de 34 m de long et 12 rames de 56 m. Les livraisons sont prévues dès 2015, et le contrat prévoit une option portant jusqu'à 87 rames. Fin 2017, à la suite de levées d'options, le nombre de rames commandé est de 73 rames dont 56 en version 34 mètres et 17 rames de 56 mètres.

### Dépôts et installations techniques
La BKV dispose de neuf dépôts (kocsiszín) pour les tramways, situés à des points stratégiques de la ville.
| Nom         | Adresse                             | Ouverture | Type de tramway                      | Lignes                      |
| ----------- | ----------------------------------- | --------- | ------------------------------------ | --------------------------- |
| Angyalföld  | Pozsonyi út 1, Budapest 4e          | 1896      | ČKD Tatra T5C5, ČKD–BKV Tatra T5C5K2 | 1 12 14 17                  |
| Baross      | Baross utca 132, Budapest 8e        | 1889      | ČKD Tatra T5C5                       | 28 28A 37A                  |
| Budafok     | Fehérvári út 247, Budapest 11e      | 1899      | ČKD Tatra T5C5, CAF Urbos 3          | 1 17 19 41 56 61            |
| Ferencváros | Könyves Kálmán körút 7, Budapest 9e | 1904      | Ganz KCSV–7, TW 6000                 | 2 24 24G 28 28A 37 51 51A   |
| Hungária    | Törökbecse utca 1, Budapest 8e      | 1912      | Siemens Combino, CAF Urbos 3         | 1 4 6 24G                   |
| Kelenföld   | Bartók Béla út 137, Budapest 11e    | 1912      | Ganz CSMG                            | 19 41 47 47B 48 49          |
| Száva       | Üllői út 197, Budapest 9e           | 1913      | CAF Urbos 3, TW 6000                 | 3 28 28A 37 37A 42 50 51 52 |
| Szépilona   | Budakeszi út 9-11, Budapest 2e      | 1870      | Tatra T5C5K, Tatra T5C5K2            | 56 56A 59 59A 59B 61        |
| Zugló       | Thököly út 173, Budapest 14e        | 1899      | TW 6000                              | 3 37 62 62A 69              |

## Projets de développement

### Rénovation des lignes existantes

#### Ligne 1
Inaugurée en 1984, la ligne 1 a fait l'objet de nombreux travaux d'extension dans les années 1980 et 1990 (soit par raccordement de tronçons existants, soit par construction de nouvelles voies). Au début des années 2000, elle relie les ponts Árpád híd au nord, et Rákóczi híd au sud. Sa desserte efficace des quartiers péricentraux et périphériques en fait une ligne particulièrement fréquentée, mais sur de nombreux tronçons, le très mauvais état des rails contraint les tramways à réduire leur vitesse à 10 ou 20 km/h.
À la faveur d'un financement européen, attribué dans le cadre du programme « Új Széchényi terv », la municipalité de Budapest et la BKK Zrt. ont lancé en 2013 un vaste plan de réfection des lignes existantes et de reconstruction des quais, avec pour certains tronçons des projets d'enherbement des voies. Ces travaux, prévus jusque fin 2014, devraient être immédiatement suivis par des opérations de prolongement de la ligne au-delà des terminus actuels. Au nord, le terminus de Bécsi út devrait être raccordé aux autres lignes de tramway du nord de Buda dans le cadre du maillage du réseau de la rive ouest du Danube. Après 2015, une extension plus importante de la ligne est envisagée jusqu'à la gare d'Üröm, de manière à améliorer les connexions entre le réseau de tramway et les gares ferroviaires secondaires de Budapest. Au sud, le prolongement de la ligne au-delà du Danube jusqu'à Fehérvári út est déjà acté. Après 2015, un scénario de développement jusqu'au futur quartier et pôle multimodal autour de la gare de Budapest-Kelenföld est sérieusement envisagé.

#### Ligne 3
La ligne 3 assure la desserte des quartiers de la périphérie sud de Pest. Elle a hérité des voies construites pour les lignes 13 et 63 aujourd'hui disparues. Ces voies, parfois d'anciens rails d'usine recyclés, se sont fortement détériorées au cours des dernières décennies. Dans le cadre du programme de financement européen « Új Széchényi terv », la reconstruction intégrale de la ligne et des quais a été lancée en même temps que celle de la ligne 1 en 2013. Au-delà d'améliorer la vitesse commerciale et le confort des usagers, les travaux vont certainement préparer la voie à des opérations de prolongement de la ligne au nord et au sud, même si les scénarios sont encore loin d'être définitifs. Au nord, il est envisagé de pousser le maillage du réseau pestois en connectant la ligne 3 avec les voies de la ligne 14 jusqu'à Béke ter. Au sud, les autorités organisatrices des transports (BKK Zrt. et municipalité de Budapest) ont émis le vœu de construire une jonction de la ligne 3 entre Pesterzsébet et l'île de Csepel.

### Extension de lignes existantes

#### Ligne 60 (Fogaskerekű)

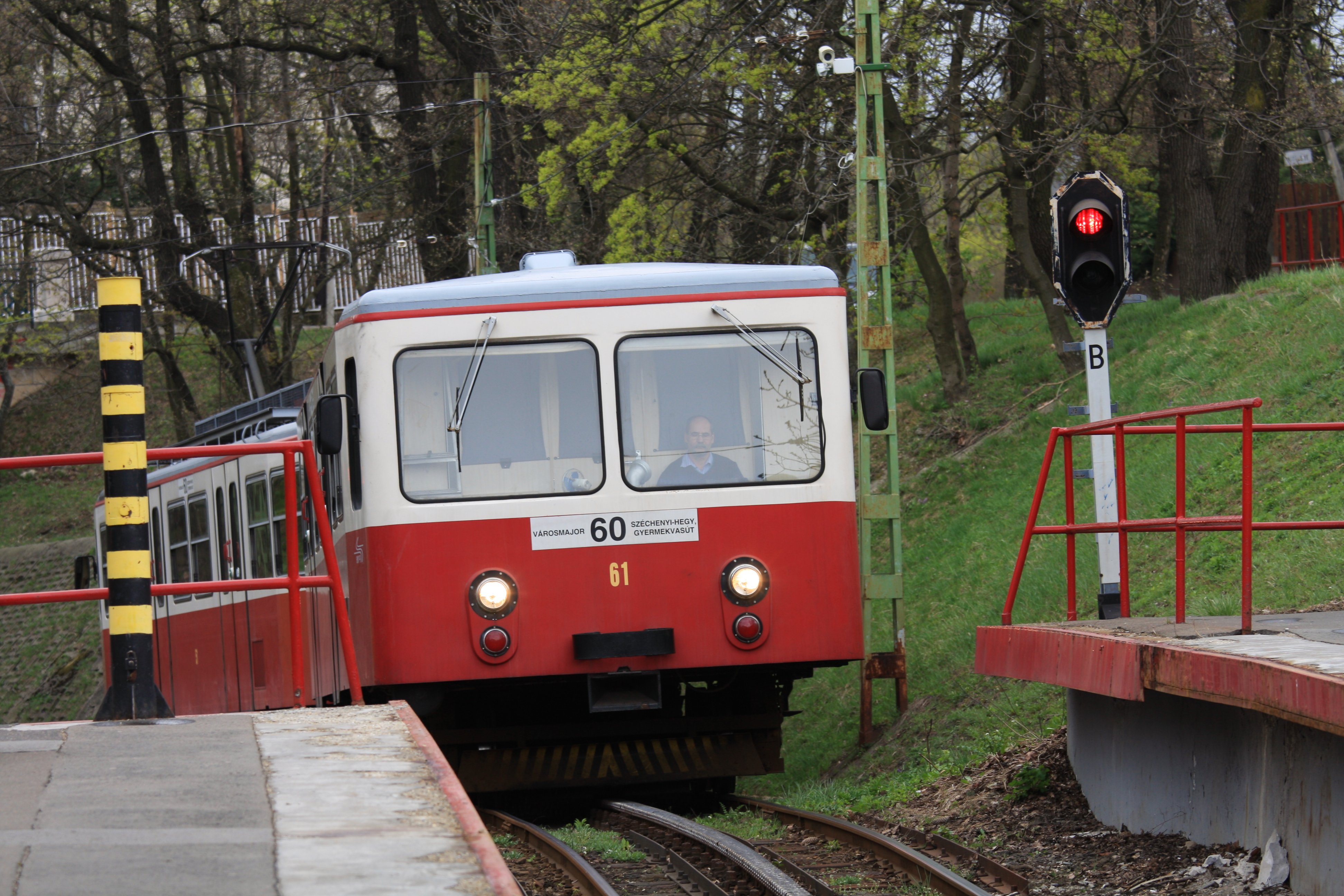
Le train à crémaillère arrivant en gare de Széchenyi-hegy.

Inaugurée en 1874, la célèbre ligne de train à crémaillère de Budapest (ligne 60), qui relie Széchenyi-hegy, Svábhegy et Városmajor, n'a été rénovée pour la dernière fois que dans les années 1960. Bien que son tracé permette une desserte optimale des collines de Buda, sa faible vitesse commerciale ne lui permet plus de faire face à la concurrence des lignes de bus 21 et 21A qui parcourent le même trajet. À la vétusté des voies s'ajoutent des problèmes de conception structurels : la plupart des sections sont à voie unique, ce qui contraint les trains à faire parfois de longues haltes en gares pour laisser passer le train d'en face ; le terminus de centre-ville, à Városmajor n'est pas directement connecté à un pôle multimodal, ce qui rend son accès difficile.
Le projet de reconstruction et d'extension de la ligne conçu en février 2013, prévoit :
- la rénovation des tronçons à crémaillère,
- l'extension de la ligne vers l'ouest, de façon à desservir le quartier résidentiel de Normafa ;
- la jonction des voies du train à crémaillère avec les rails du tramway, de façon à permettre une extension de la ligne à l'est, avec Széll Kálmán tér comme terminus.

L'objectif est d'augmenter de façon significative le nombre des usagers de la ligne, de façon à garantir sa rentabilité commerciale. Les travaux devraient se dérouler entre 2014 et 2020.